# Ванибобо, Беренадо
Беренадо Ванибобо (фидж. Berenado Vunibobo, 24 сентября 1932, Ньюкутубу, колония Фиджи, Британская империя — 27 декабря 2015, Сува, Фиджи) — фиджийский дипломат и  государственный деятель, министр иностранных дел Фиджи (1997—1999).

## Биография
В 1956 г. окончил Квинслендский сельскохозяйственный колледж в Австралии с присуждением диплома в области садоводства.  В 1960 г. окончил Квинслендский университет  с присвоением диплома бакалавра в области сельскохозяйственных наук. В 1962 г. получил диплом в области тропического сельского хозяйства, Университетского колледжа Вест-Индии.
- 1969—1970 гг. — заместитель директора,
- 1970—1971 гг. — директор сельскохозяйственного департамента,
- 1971—1972 гг. — министр сельского хозяйства, рыболовства и лесного хозяйства,
- 1973—1976 гг. — министр труда,
- 1976—1980 гг. — посол в США и Канаде, постоянный представитель Фиджи при Организации Объединенных Наций. На этом посту участвовал в переговорах об участии вооруженных сил Фиджи в деятельности Временных сил ООН в Ливане,
- 1980—1981 гг. — министр туризма, транспорта и гражданской авиации,
- 1981—1986 гг. — постоянный представитель в Программе развития ООН (ПРООН) в Республике Корея,
- 1986—1987 гг. — постоянный представитель в Программе развития ООН (ПРООН) в Пакистане,
- 1987—1992 гг. — министр торговли и коммерции,
- 1992—1994 гг. — председатель совета директоров государственной компании почт и телекоммуникаций Fiji Post and Telecommunications Ltd и председатель комитета по оборонным вопросам,
- 1994 г. — министр внутренних дел,
- 1994—1997 гг. — министр финансов и экономического развития,
- 1997—1999 гг. — министр иностранных дел, международной кооперации и гражданской авиации,
- 1999—2008 гг. — сенатор, возглавлял комиссию по пересмотру Конституции. Также являлся специальным посланником Фиджи во многих государствах Африки, Карибского бассейна и Тихого океана, также был специальным посланником папы Иоанна Павла II.
- 2008—2010 гг. — постоянный представитель Фиджи при Организации Объединенных Наций.

Являлся членом Советов: Фиджийского банка развития (1972), Фонда Общественного развития Отечества (1968—1975), внешнеполитического Совета Фиджи (1968—1976), Центрального совета рабочих и предпринимателей — совета Уитли (1970—1976), Департамента электроснабжения Фиджи (1975—1976). 
Был награжден Золотой медалью Квинслендского сельскохозяйственного колледжа (1986).